# Триметиламин
Триметиламинът е органично съединение с формулата N(CH3)3. Този безцветен, хигроскопичен и запалим третичен амин има силна миризма на риба в ниски концентрации и мирис на амоняк при по-високи концентрации. Той е газ при стайна температура, но обикновено се продава в бутилки за газ под налягане или с 40% разтвор във вода.
Триметиламинът е продукт на разлагането на растения и животни. Това е вещество, което е основно отговорно за миризмата, която често се свързва с развалена риба, някои инфекции и лош дъх. Тя също е свързана с приемането на големи дози на холин и карнитин.
Триметиламин е азотна база и може лесно да се протонира до триметиламониев катион. Триметиламониевият хлорид е хигроскопично безцветно твърдо вещество, получавано от солна киселина. Тъй като е добър нуклеофил, тази особеност е в основата на повечето от приложенията му.

## Получаване
Триметиламин се получва от реакцията на амоняк и метанол:
3 CH3OH + NH3 → (CH3)3N + 3 H2O
При тази реакция се отделят и други метиламини: диметиламин (CH3)2NH и метиламин CH3NH2.
Триметиламин също се получава и от амониев хлорид и параформалдехид, съгласно следното уравнение:
9 (CH2=O)N + 2n NH4Cl → 2n (CH3)3N • HCl + 3n H2O + 3n CO2 ↑

## Приложения
Триметиламинът се използва в синтез на холин, тетраметиламониев хидроксид, растежни регулатори при растенията, силно алкални смоли анионобменна, оцветяващи агенти и редица основни багрила. Газовите сензори, тестващи рибата дали е прясна, отчитат количеството триметиламин.

## Триметиламинурия
Триметиламинурия е генетично заболяване, при което тялото не е в състояние да метаболизира триметиламина от хранителните източници. Пациентите развиват характерен мирис на риба на тялото си, урината и дъха, след консумация на храни, богати на холин. Триметиламинурия е автозомно-рецесивно заболяване, дължащо се на дефицит на триметиламин оксидаза.